# Jean Ferrand
Jean Ferrand († 11. November 1990) war ein französischer Eishockeytorwart und -funktionär.  

## Karriere
Jean Ferrand verbrachte seine Karriere als aktiver Spieler von 1945 bis 1956 als Torwart beim Gap Hockey Club. Von 1954 bis 1971 war er Vereinspräsident in Gap. Von 1970 bis 1983 war er Präsident des nationalen Eishockeykomitees bei der Internationalen Eishockey-Föderation IIHF. Anschließend war er bis zu seinem Tod sieben Jahre lang Präsident der Fédération française des sports de glace. Im Jahr 2008 gehörte er zu den ersten fünf Persönlichkeiten, die in den Temple de la renommée du hockey français aufgenommen wurden. Nach ihm ist zudem die Trophée Jean Ferrand benannt, die jährlich an den besten Torwart der Ligue Magnus, der höchsten französischen Eishockeyspielklasse, vergeben wird. 